# Anelaphus hispaniolae
Anelaphus hispaniolae är en skalbaggsart som först beskrevs av Fisher 1932.  Anelaphus hispaniolae ingår i släktet Anelaphus och familjen långhorningar.
Artens utbredningsområde är Haiti. Inga underarter finns listade i Catalogue of Life.